# Zuzwil (Berna)
Zuzwil é uma comuna da Suíça, situada no distrito administrativo de Berna-Mittelland, no cantão de Berna. Tem 3,46 km² de área e sua população em 2018 foi estimada em 577 habitantes.